# Zhao Gao
Zhao Gao (赵高; Zhào Gāo), död 207 f.Kr., var en mäktig eunuck under den kinesiska Qindynastin. Zhao Gao arbetade nära dynastins tre kejsare och blev efter en konspiration en makfaktor med stor inblandning i dynastins tronföljd och fall.
Zhao Gao var en ättling till huset Zhao (赵) som styrde riket Zhao. Hans mor hade kommit till Qin som krigsfånge. Som ung var Zhao Gao bara en springpojke bland eunuckerna, men på grund av hans intellektuella styrkor fick han en tjänst i Qindynastins hov där han arbetade i mer än 20 år.

## Konspirationen
Under kejsar Qin Shi Huangdis femte inspektionsresa var Zhao Gao vagnsföreståndare (中車府令) och även ansvarig för postgången. På vägen hem år 210 f.Kr. blev kejsaren allvarligt sjuk. Qin Shi Huangdi insåg att han var döende och skrev ett brev till kronprins Fu Su att kronprinsen skulle ta över makten och överlämna armen till general Meng Tian. Brevet överlämnades till Zhao Gao med order om att det skulle levereras till prins Fu Su. Kejsaren dog kort därefter. Med på resan var även försteminister Li Si och kejsarens yngre son Ying Huhai. Li Si beslutade att det var säkrast för riket att hemlighålla kejsarens död.
Zhao Gao skickade aldrig brevet, och han hade även tillgång till kejsarens sigill. Zhao Gao hade under lång tid varit Ying Huhais lärare, och Ying Huhai hade respekt för honom. Zhao Gao lyckades övertala Ying Huhai om att de skulle ändra tronföljden genom att förfalska kejsarens brev, och göra Ying Huhai till kejsare. För att kunna genomföra planen var de tvungna att även få med sig försteminister Li Si. Zhao Gao övertygade Li Si att om Fu Su kom till makten skulle den högt meriterade Meng Tian bli försteminister, och att avskedade försteministrar alltid blir avrättade. Med tårar i ögonen accepterade Li Si konspirationen.
| ”                                                                               | [...] Min furste, tänk efter om ni i förmåga kan jämföras med Meng Tian. Kan era meriter jämföras med Meng Tian? [...] När han [Fu Su] har bestigit tronen kommer han utan tvekan att utse Meng Tian till försteminister. Det är tydligt att min herre till slut inte kommer att kunna återvända till sin by och glädja sig åt en hertigs sigill. [...] | „ |
| – Zhao Gaos ord till Li Si när han övertygade honom att delta i konspirationen. | |   |

Ett nytt brev författades, med kejsarens sigill, där Ying Huhai åtsågs till kronprins och Fu Su och Meng Tian dömdes till självmord för lojalitetsbrott mot kejsaren. Under resan hem blev det varmare och den döda kroppen började lukta illa. De fyllde då en vagn med saltad fisk för att maskera lukten. Så fört följet återkommit till huvudstaden Xianyang begravdes Qin Shi Huangdi och Ying Huhai kröntes till kejsar Qin Er Shi.

## Tiden vid makten
I det nya hovet under kejsar Qin Er Shi utsågs Zhao Gao till föreståndare för palatsanställda (郎中令) med exekutiv makt. Li Si fortsatte som försteminister. Zhao Gao jobbade mycket tätt med kejsaren som diskuterade alla tyngre frågor med Zhao Gao. Kejsarens respekt till Zhao Gao gav honom möjlighet att styra kejsaren. Kejsaren hade problem att få respekt bland de äldre ämbetsmännen varvid Zhao Gao övertygade kejsaren om att en utrensning var nödvändig. De olojala ämbetsmännen, och även prinsar avrättades, och ingen blev kava på sin post.
Zhao Gao varnade kejsaren för faran att visa sig svag mot ämbetsmännen och ministrarna vilket ledde till att samtliga beslut fattades mellan bara Qin Er Shi och Zhao Gao. På grund av höga skatter och extremt dyra byggprojekt med landets nya vägar och det gigantiska Epangpalatset blommade det ideligen upp rebellgrupper och uppror i landet, och de forna erövrade feodalherrarna började förklara sig självständiga igen. Li Si och hans ministerkollegor protesterade, vilket ledde till bestraffning och Li Si torterades, och avrättades efteråt. Zhao Gao utsågs till försteminister 208 f.Kr. och var därefter den som hade makten i hovet, och han var fruktad av ministrarna.
Ute i landet började herrarna över de forna feodalstaterna utropa sig som kungar, och de allierades sig och var på väg mot huvudstaden. Zhao Gao kände att situationen började bli okontrollerad och kritiskt och att en ny kejsare behövdes. Med hjälp av sin brorson Yan Yue tvingade han kejsar Qin Er Shi till självmord 207 f.Kr.. Zhao Gao ville själv ta makten, men kände att han inte hade det stöd som krävdes så han tillsatte prins Ziying på tronen, men gav honom bara titeln Kung av Qin (秦王) eftersom de forna feodalstaterna åter blivit självständiga.

## Död
Ying Ziying anade att Zhao Gao hade för avsikt att själv ta makten i riket. Ying Ziying mördade därför Zhao Gao, och utrotade hela hans familj och släktingar.